# 給水車

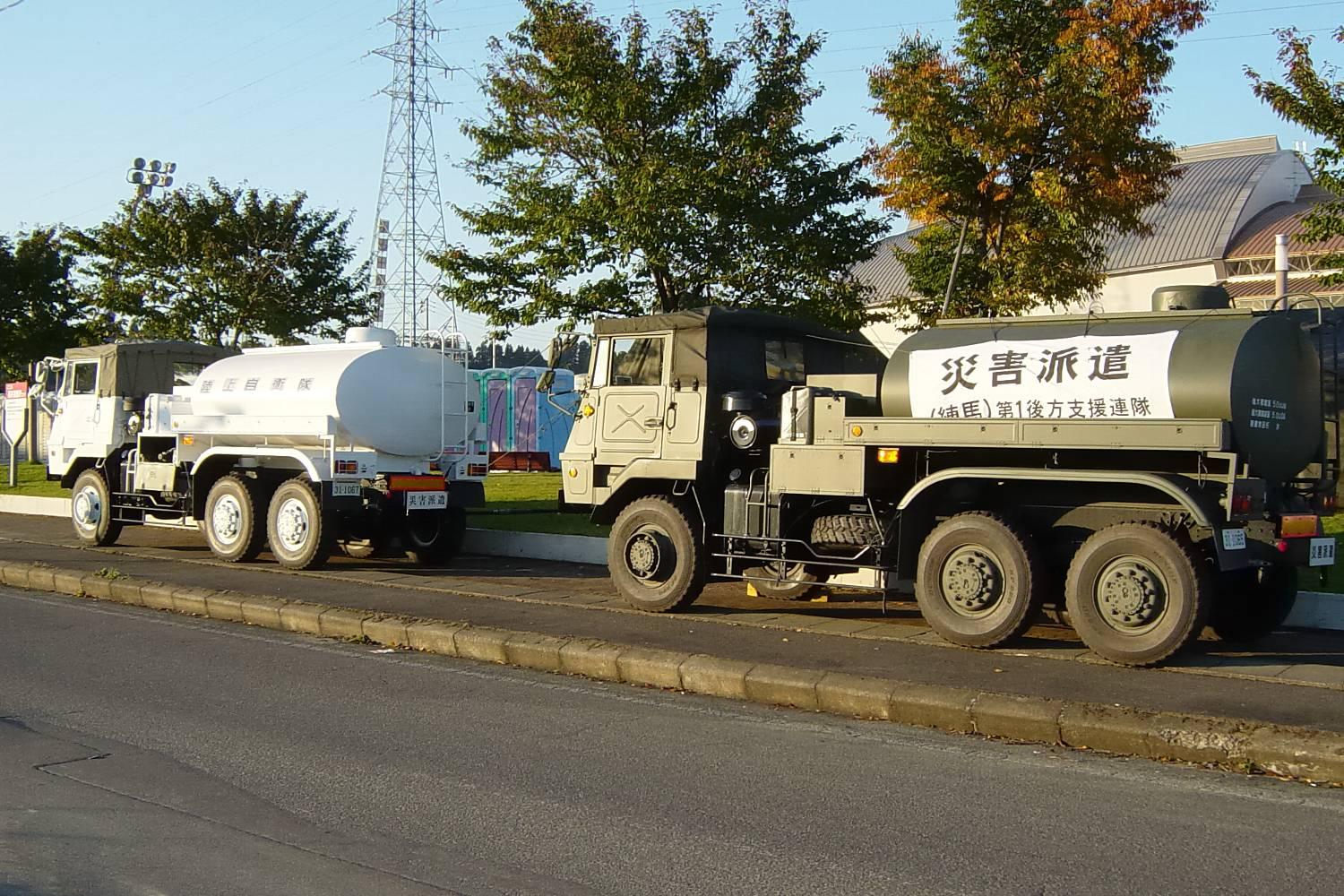
災害派遣に移動する給水車

給水車（きゅうすいしゃ）とは、飲料水を主とする生活用水など水の供給を目的とした自動車である。特殊用途化自動車に分類される。

## 概要

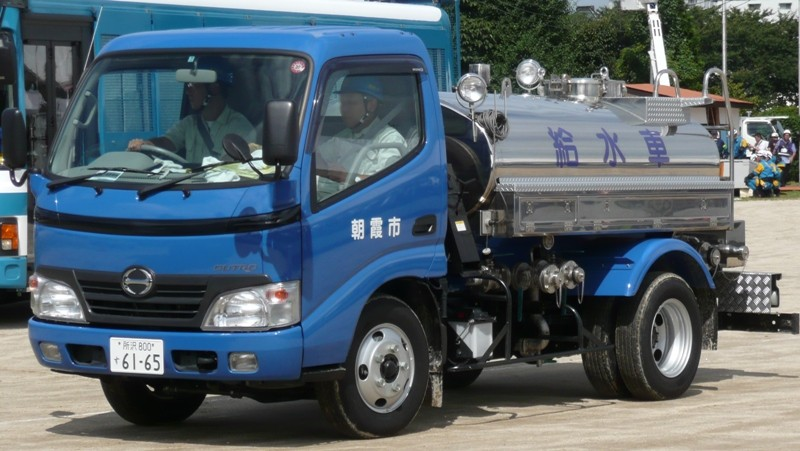
給水車

水はヒトを含む生物の生存には欠かせない基本的な物資であるが、今日では上水道の形で各種施設や各家庭などに供給されており、このパイプによる供給（→ライフライン）では、パイプの破損などといったトラブルにより供給が滞る場合があり、これを緊急的に補助するのが給水車である。またこういった生活インフラの無い地域では、旱魃（かんばつ）や水害（水源に周囲から汚水が流入し汚染されるため飲料水に使えなくなる）など自然災害で地域に生活する人々の水源（井戸・河川・泉など）が利用できなくなった場合に、その生活を守るために利用される。
ほかにも飲料水ではないが、農業用水などが利用できなくなった場合に、これの代行手段としても利用される。消防の際には、消防車などに消火活動に使用する水を供給するためのものもあるが、これは日本の消防においては水槽車と呼ばれる。少々毛色の違うところでは、温泉の湯水を輸送するための専用の給水車もみられる。
なおこれらは、その用途によって飲料水用として衛生に対する配慮のなされたタンクを備えるものから、工業用や消防用など飲用には適さない水のため衛生に対する配慮が無いもの、あるいは温泉用では温泉が硫黄などタンクを傷める成分を含むため腐食に強いステンレス製タンクであるなど、用途によってタンク構造も異なる。
これらに属する車両は、自動車として移動する機能はなおのこと、基本的に水を蓄えるタンクと必要に応じて水を取り出すバルブ（平たく言えば蛇口）があり、さらには送水圧を一定にするため圧力を加えるためのポンプを備える。またポンプを作動させるための動力として電源なども備える。こと自衛隊が保有し、軍事展開の際に各部隊へ水を供給するために利用するほか災害派遣でも運用される給水車では、運用の効率性を高めるために水タンク部分がポンプや電源ごと切り離せるようになっているものもあり、たとえば被災地域の広域避難場所などに牽引などの形で運び込まれた水タンクは、そのまま避難生活者に飲料水を提供するようになっている。
日本では特種用途自動車に分類され、自衛隊や消防のほか機動隊などにも装備されており、こと日本では常に発生が懸念される震災において地中に埋設された水道管が破損し断水が予測されることから、被災者救援に活躍することが期待されている。

## 構造

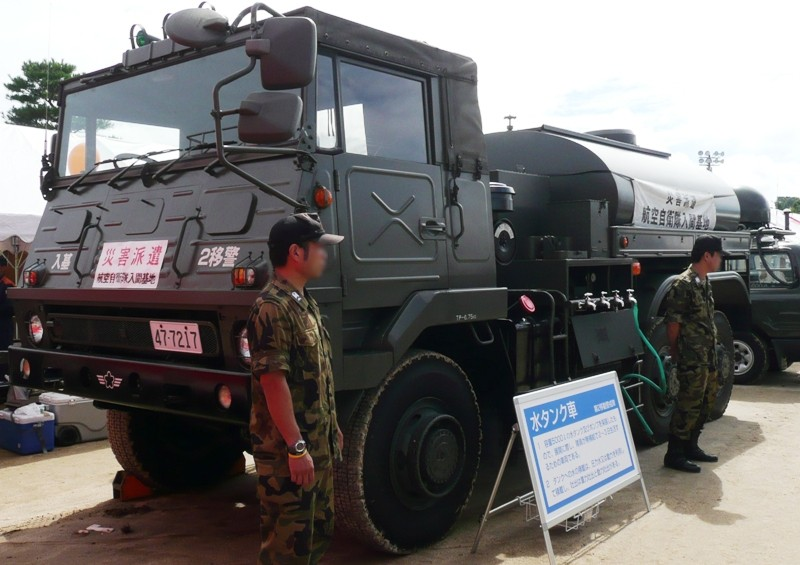
側面に給水用蛇口を備える3トン半水タンク車

前述したとおり、自動車としての機能に、水を蓄えるタンク、給水するための機能としてのポンプと蛇口を備えるわけだが、バルブをひねった途端に滝のように水が噴出するようでは、被災者など利用者が持ち寄った容器に水を分配する用途に向かず、逆に蓄えられた水が減ってきた段階で水の出が悪くなると利用し辛い。このため、送水圧を一定にするための機構を備える。また、給水車自身に水を注入する際には、タンク上部から一気に注入するようになっており、このための上部注入口への作業者アクセスのために梯子とステップも設けられている。
給水に際しては、車体に直接蛇口が並んでいる（保護のため金属ケースで覆われ移動中は蓋が閉められている）ものから、簡易水道や貯水槽に接続するための大型バルブを備えるものがあり、また他の設備に接続するためのホースと継手を備えるものが見られる。消防のためにはポンプ車に接続するためのバルブが備えられている。

## その他
2004年-翌2005年の自衛隊イラク派遣では、サマーワをキャプテン翼（現地では「キャプテン・マージド」）をデザインした給水車が走り、地域の子供らに喜ばれた。